# Сальваторе Оппес
Сальваторе Оппес (італ. Salvatore Oppes, 2 листопада 1909 — 8 червня 1987) — італійський вершник.
Срібний призер Олімпійських Ігор 1956 року в командному конкурі, учасник 1952, 1960 років.